# Горький можжевельник
«Го́рький можжеве́льник» — советский фильм режиссёра Бараса Халзанова. Производство Свердловской киностудии 1985 года. Премьера кинокартины состоялась 15 мая 1986 года.

## Сюжет
Действие фильма происходит в 1943 году. Идёт Великая Отечественная война. За несколько тысяч километров от фронтов, далеко на востоке, в бурятской деревне, продолжаются трудовые будни. Все мужчины ушли воевать с гитлеровцами, и вся тяжесть нелёгкого крестьянского труда легла на плечи стариков, женщин и детей.
Фильм рассказывает именно о детях и подростках военных лет, которые своим посильным трудом оказали неоценимую помощь старшему поколению. С малых лет работая на фермах и полях, и в стужу и жару, часто недоедая, эти подростки так же внесли свой вклад в общенародную Победу.

## Актёры
- Пётр Абашеев — Иринчин, мельник
- Майдари Жапхандаев — Тубчин Пурбуевич, председатель сельсовета
- Белигто Дашиев — Абдай
- Александр Барлуков — Тумэр
- Марина Степанова — Оюна
- Баярто Дамбаев — Тудупка
- Содном Будажапов — Лхама
- Базар-Ханда Рабданова — Хандама
- Цырен-Дулма Дондокова — Долсон

## Съёмочная группа
- Барас Халзанов — режиссёр и сценарист
- Игорь Лукшин — оператор
- Алексей Мажуков — композитор

## Место съёмок
Съёмки фильма проходили в Бурятии. Некоторые кадры снимались на станции Хужир — в сцене проводов эшелона с солдатами. Съемочная группа базировалась в центре Джидинского района — селе Петропавловка.

## Публикации
О съемках фильма «Горький можжевельник» (рабочее название — «Этот горький можжевельник») есть публикации:
- Статья «На берегах быстрой Джиды» в газете «Джидинская правда», от 19 июля 1985 год № 86 (5932) 3 стр.;
- Статья «Сайн-байна» по бурятски «здравствуй» в газете «Джидинская правда» (Бурятия), 1985 год, писателя Александра Папченко, который принимал участие в съемках. Источник:http://papchenko.ru/ru/bibliography
- Там же на сайте А.Папченко есть фотография статьи «На берегах быстрой Джиды» и фотография всей съемочной группы фильма «Горький можжевельник» в первый съемочный день.